# Balajös
Balajös eller Balayeuse är en omkring decimeterbred, tätt veckad eller pipad, stärkt remsa av lätt tyg och spetsar, vilken under slutet av 1800-talet och början av 1900-talet användes för att styva till kanten på eleganta klänningar och hindra att de släpade i marken, då de i allmänhet var fotsida. Ordet kommer från franskans gatsoperska.